# 28614 Vejvoda
28614 Vejvoda è un asteroide della fascia principale. Scoperto nel 2000, presenta un'orbita caratterizzata da un semiasse maggiore pari a 2,2092561 UA e da un'eccentricità di 0,1640906, inclinata di 3,04725° rispetto all'eclittica.